# Jan Pouč
Jan Pouč (20. října 1874 Obědkovice – 25. října 1962 Kojetín) byl katolický kněz a chronolog, autor studie na obhajobu správnosti našeho letopočtu od narození Ježíše Krista proti tvrzením, že měl začít dříve. Ve spisu Náš letopočet (z roku 1955, zveřejněném až v roce 2005) přinesl řadu kritických pohledů a důkazů, které byly v pozdějších letech potvrzeny jinými badateli. Jeho bádání bylo zaměřeno na celé biblické dějiny a na přesné datování podle tehdejších kalendářů a letopočtů i jejich tvorbu podle Měsíce/Luny.

## Život
Narodil se 20. října 1874 v Obědkovicích, na kněze byl vysvěcen 5. července 1898. Byl prefektem v chlapeckém semináři v Kroměříži, odkud byl v roce 1900 jmenován druhým kooperátorem v Kojetíně. Roku 1902 byl v Kojetíně ustanoven osobním kaplanem a působil zde do roku 1932. V Kojetíně žil až do smrti.
Zemřel 25. října 1962 v Kojetíně a je zde též pochován.

## Dílo
Jan Pouč byl znám jako badatel v přesném datování biblických a historických událostí.
Věnoval se studiu chronologie, hlavně biblické, jako své zálibě dlouhá léta před tím, než na vyzvání z Teologické fakulty university v Olomouci v roce 1946 začal psát Náš letopočet. Spis dokončil asi do roku 1955, ale vydán mohl být až v roce 2005, druhé vydání vyšlo roku 2012, anglický překlad roku 2013 v malém nákladu. Další vydání jsou jen na www.Academia.edu česky i anglicky: Náš letopočet, rev. 2018; Také jako výpisky z Našeho letopočtu: Smrt krále Heroda v roce 4 př. n. l. je chyba Emila Schürera; Velké svědectví Josepha Flavia; Svědectví evangelií o datech narození, působení a ukřižování Ježíše Krista; Kdy se narodil Ježíš Kristus; Danielovy hebdomady; Sobotní a jubilejní roky podle bible; New chronology of Jesus Christ and king Herod by Jan Pouč and others; a další pojednání.

### Hlavní výsledky Poučových studií
- Studiem Starožitností židovských Josepha Flavia (asi 37 – 100 AD) o smrti krále Heroda v březnu roku 4 před naším letopočtem dospěl Jan Pouč k závěru, že toto tvrzení je chybné a objevuje se až v překladech. Podle Josefa Pouče zemřel král Herodes roku 1 AD před Velikonocemi. Pouč tak považoval za vyvrácená tvrzení o dřívějším datu narození Ježíše a dřívějším začátku našeho letopočtu. V roce 1990 astronom J. P. Pratt potvrdil smrt krále Heroda v roce 1 AD popisem polovičního zatmění měsíce 29. prosince roku 1 př. n. l.,[4] což je několik měsíců před smrtí krále Heroda, jak napsal Josephus Flavius.
- O narození Ježíše 25. prosince roku 1 př. n. l. citoval Pouč ze spisů z 1. století AD, od Hipollyta Římského z roku 204 AD, o soupisu lidu v roce 1 př. n. l. podle datování na římské radnici. O letopočtu Pouč zjistil, že ho Dionysius Exiguus založil od data Ježíšova narození, které bylo známo v jiných letopočtech.
- O datu ukřižování Ježíše Pouč zjistil, že za Pontia Piláta, který Ježíše soudil, byl velikonoční pátek jen 3. dubna v roce 33 AD. Astronomicky od novoluní to byl židovský 15. nisan, úplněk, a podle židovského začátku měsíce až od spatření srpku měsíce, 14. nisan, den zabíjení beránků a velikonoční večeře. V roce 1983 dospěli k datu ukřižování 3. dubna 33 AD angličtí vědci C. J. Humphreys a W. G. Waddington[5] a obraz toho dne doplnili objevem večerního zatmění měsíce, o němž sv. Petr při seslání Ducha svatého kázal, že se naplnilo Joelovo proroctví „Slunce se obrátí v temnotu a měsíc v krev“. Také Danielovo proroctví 9,24 o zabití pomazaného uprostřed 70. týdne roků (sedmiletí) se naplnilo 3. dubna roku 33 AD Ježíšovou obětí na kříži.
- Pouč také zjistil data mnoha starozákonních událostí a pořadí sobotních roků podle Bible, čímž vyvrátil data sabatikálních roků podle B. Zuckermanna a BenZion Wacholdera.
- Velkou pozornost věnoval tvorbě kalendářů a letopočtů a zjišťování dne, převodům mezi letopočty, vypracoval mnoho tabulek.

## Dílo
- Pouč, J. "Náš letopočet", Matice Cyrilometodějská, Olomouc, 2005
- Pouč, J. „Náš letopočet, Ježíš Kristus a král Herodes“ Matice CM, Olomouc, 2012. Chronologie Ježíšova života podle starověkých zpráv, které nepřipouštějí tvrzení J. Grygara či J. Šuráně (podle J. Keplera), že hvězdný úkaz v r. 7 př. Kr., nebo v r. 9 př. Kr. je Betlémskou hvězdou, a tím také odmítají tvrzení o narození Ježíše a začátku letopočtu podle těchto dat.[6]
- Pouč, J. “Our Era, Jesus Christ and King Herod.“ Matice CM Olomouc, 2013.– A defence of Our Era and the Chronology of Jesus - The sources of the 1st century CE acknowlege: that our era is entirely correct, Jesus was born on December 25, 1 BCE, and our era begins on the subsequent 1 January 1 CE, King Herod died before Passover in March 1 CE and Jesus was crucified on 3 April 33 AD. They do not support the hypothesis that the conjuction of planets in the year 7 BCE was the Star of Bethlehem.